# 1800 au Nouveau-Brunswick
Chronologie du Nouveau-Brunswick
- 1796
- 1797
- 1798
- 1799
- 1800
- 1801
- 1802
- 1803
- 1804

Cette page concerne des événements survenus en 1800 dans la colonie du Nouveau-Brunswick.

## Événements
- Fondation des villages Doaktown et d'Oak Point-Bartibog Bridge.

## Naissances
- 22 août : Edward Barron Chandler, lieutenant-gouverneur du Nouveau-Brunswick.